# روبرت كوتورير
روبرت كوتورير (بالفرنسية: Robert Couturier)‏ هو مصمم ديكور ‏ ومهندس معماري فرنسي، ولد في 14 أبريل 1955.